# 語言滅亡
語言滅絕（英語：language death、language extinction、linguistic extinction、linguicide、glottophagy）是一個影響語言社群的過程。這現象顯示某項語言變體的講者族群，相關之語言能力呈下降跡象，最終造成沒有母語者或流利講者承繼，導致相關語言絕跡。語言滅絕會同時影響不少相關細項，包括方言及文字等的傳承。有關現象與只有部分言語喪失的語言消耗截然不同。

## 語言滅絕的界定
語言滅絕的方式有許多種，惟語言學基準下普遍將之分類為：
- 慢性語言滅絕：經歷較長時間才積累較多的語言能力轉變。
- 下至上語言滅絕：由個人、家庭等社會組織的基本單位開始轉變。
- 上至下語言滅絕：由政府、統治階級等社會組織的較高單位帶領轉變。
- 極端語言滅絕：族群內重大革命或事件導致語言能力突變。
- 語言屠殺[2]：自然災害、流行病或種族滅絕等，有系統地短時間抹殺特定語言族群，亦包括未能找出原因的語言滅亡。

造成語言滅絕的根本原因，大多為一個單語社會朝向多語社會進發時，對新語言表現比既有語言更大的忠誠。這種牽涉同化的過程可能是自願，亦可以是強制發生。另外，一些越為細小，並在地理上高度隔絕的部落，其遭受極端滅亡的危機理論上較大；但多數時間會因著不與外界接觸，而保住單一的語言應用，慢性滅亡的機會反而較小。
即使最後的母語者或流利講者未死，有關語言仍有可能界定為滅絕。其中一個例子是只有數位老人家懂得說該語言，卻未能用到有關語言直接溝通，那麼該語言可幾乎認定為名存實亡。另一例子，是除了解讀傳統詩歌和音樂外，該語言沒有在日常或新文本中加以利用，顯示其在當下沒有確實存活。於類似情況下，有關語言會先列為瀕危語言，然後在沒有兒童或青少年以之為母語時，確認語言滅亡的過程正式完結。屆時，成年人傳授語言學識予兒童的空間將會越來越狹窄，直至兒童無法及無心理解成年人獨有的流利說法。
通常驅使兒童不願意主動學習瀕危語言的原因，是在於經濟和效益因素，認定改變常用語言可以突顯自己的威望、社會地位和工作機會。歷史上亦有不少因為國際和政治因素而促成的語言滅亡，其中最經典的語言滅亡案例為達爾馬提亞語。

## 對文法的影響
在語言消耗之時，既有語言的文法將會大受新引進的語言所影響，產生大量原有文法不盡接受的外來語。此現象於1983年被語言學家分成兩類，包括以外來語完全取締既有語言，與及拋棄外來語無法傳釋之既有語言用詞；兩者可以同時發生。此情況下，相關語言可能會在大部分文法偏離原旨的狀況下，被界定為滅亡。
緊接著，現代亦為了這些文法轉變提出更多分類：
- 過份歸納、簡化
- 歸納性不足
- 忽視獨特音位
- 多樣性不足
- 語序的轉變
- 忽視獨特構詞；如東薩瑟蘭可以觀察到蘇格蘭蓋爾語的流利講者仍然使用歷史承襲的眾數構詞法，惟半流利的使用者將之使用簡單的後綴或不使用眾數形式。
- 讓綜合語偏向分析語
- 忽視獨特語法、詞類及綜合建構
- 詞彙重整、洗牌
- 弱化語言中的新字詞生產力
- 風格損失，如禮儀用詞、文化特色;[3]
- 無法實行構詞分級[4]
- 無法實行類比字詞的分級

## 語言滅絕與一般語言變化
語言學家通常會明確分開「語言滅絕」與「一般語言變化」，從而在滅絕語言上衍生不同的定義。後者通常是指，有關語言在一般發展下變出被廣泛使用的近似形，成為與原生語言截然不同的新語言，接著原生語言在若干時日喪失母語者。例如已經沒有母語者的古英語會被定性為滅絕語言，但因為後來被中古英語、近代英語及現代英語等在不同日子承繼運用方式與文法，所以不會被定性為語言滅絕，而是社會發展所帶來的一般語言變化。拉丁語拓展為羅曼語族、古印度梵語拓展為印度斯坦語等，亦會被視為不可分割的發展里程碑，從而使它們沒有被界定為滅絕。

## 量度語言生命力
除非出現語言屠殺，否則語言難以瞬間滅絕。大部分講者的說話習慣變化，始終是較容易識別，從而影響語言在整個社會的生命力。為了盡早辨認語言滅亡的出現，語言學家訂立了不少量度生命力的基準。最早期的標準有約書亞·菲什曼於1991年提出的世代失調分級表（GIDS，Graded Intergenerational Disruption Scale）更進一步是於2011年的《多元語文及文化發展期刊》（Journal of Multilingual and Multicultural Development）第32.2號，刊載了若干著名學者提供的標準。

## 語言復興
語言復興是為了應付語言滅絕而實行的其中一個手段，務求減慢或逆轉整個衰退過程，在世界各地有著不同的成果和失敗例子。
復興已經滅絕的語言，被大部分人定性為不可能的任務。希伯來語復興是目前唯一一次確認語言滅絕長時間後，成功在現代覓得新母語者的語言復興案例。但亦有人指出，新生希伯來語只是集各地分散部落之大成，而沒有真正重現原生希伯來語，所以不能作準。
另一方面，不少曾飽受帝國主義和殖民主義之苦的地區，當今發起許多去英語化活動，某程度上拓展了語言滅絕和復興的世界議題。

## 參閱
- 絕跡語言
- 瀕危語言
- 語言復興

## 外部連結
- （英文） Languages don't kill languages; speakers do （页面存档备份，存于）
- （英文） Language endangerment: What have pride & prestige got to do with It?
- （英文） Language birth & death
- （英文） Globalization & the Myth of Killer Languages: What’s Really Going on?
- （英文） Wall Street Journal on language death （页面存档备份，存于）
- （英文） International Symposium on "Linguistic Rights in the World: The current situation" （页面存档备份，存于）